# Richard Beard
Pour les articles homonymes, voir Beard.
Richard Beard (22 décembre 1801 – 7 juin 1885) est un entrepreneur et photographe britannique qui a protégé vigoureusement son activité photographique par une succession de poursuites judiciaires relatives à ses brevets photographiques et aidé à établir la photographie professionnelle au Royaume-Uni.
Il ouvre en mars 1841 le premier studio photographique de son pays.

## Jeunesse
D'origine anglaise, Beard naît à East Stonehouse dans le Devon, deuxième fils de Richard Bowden Beard (1773–1840) et de sa femme, Elizabeth (1775–1818). Beard rejoint l'entreprise familiale de son père, épicier, puis épouse Elizabeth Branscombe (née en 1798) le 12 mars 1825. Après que Beard est devenu gérant de l'entreprise, celle-ci prospère et rachète d'autres entreprises locales. Il s'installe à Londres au début des années 1830 et, en 1833, investit dans le commerce du charbon, qu'il développe encore grâce à ses compétences et son dynamisme entrepreneurial. Les intérêts commerciaux de Beard sont étendus. En 1839, il dépose un brevet pour l'impression couleur de textiles.

## Photographie
En 1839, l'attention de Beard est attirée par l'enthousiasme du grand public lors des premières annonces de procédés photographiques concrets par Louis Daguerre et William Henry Fox Talbot. Au début de 1840, Beard est contacté par le conseil en propriété industrielle William Carpmael (1804–1867, qui est également l'agent de Talbot). Carpmael négocie une rencontre entre Beard et un Américain, William S. Johnson qui commercialise un appareil photographique au nom de son fils John, et Alexander Wolcott, un fabricant d'instruments de mesure. L'appareil donne de médiocres résultats mais Beard saisit le potentiel commercial de la photographie, conclut un accord commercial avec Johnson et Wolcott, s'assure un brevet sur l'appareil photo et engage le chimiste John Frederick Goddard (es) afin d'industrialiser le procédé et améliorer sa qualité et sa fiabilité.
En mars 1841 avec l'aide de l'inventeur (daguerreotypiste) John Johnson, Beard ouvre le premier studio photographique professionnel du Royaume-Uni à l'Institution polytechnique royale. Il achète un monopole sur le brevet du procédé de daguerréotype en Angleterre et engage 20 000 £ pour établir une chaîne de studios photographiques à Londres et vendre des licences pour d'autres studios dans les provinces, Goddard étant son conseiller technique. Il explore la possibilité d'octroi de licences du procédé du calotype de Talbot mais les deux parties ne peuvent aboutir à un accord sur les termes du contrat.
Bien que Beard se décrive lui-même en 1851  comme « artiste photographe » et expose à l'exposition universelle de 1851, il y a peu de preuves qu'il soit lui-même un praticien chevronné. Les daguerréotypes survivants qui lui sont attribués sont en grande partie les travaux d'autres personnes.

## Contentieux et désillusion
Beard est un défenseur acharné de ses intérêts commerciaux et engage de nombreuses poursuites judiciaires, dont une contre Antoine Claudet et surtout Beard v. Egerton. Cette affaire longue et compliquée semble finalement avoir épuisé son appétit pour les litiges. Bien qu'il ait été déclaré en faillite en 1849, cela semble n'avoir été qu'une simple ruse commerciale et il n'y a aucune preuve qu'il a été appauvri, son fils Richard ayant acquis peu à peu la conduite de l'entreprise.

## Fin de vie
L'intérêt de Beard pour la photographie diminue et vers 1861, il se décrit lui-même décrit comme un « marchand de charbon ». Dans les années 1860, Beard s'établit brièvement comme « galvaniste médical ».
Décédé à Hampstead dans la banlieue nord-est de Londres, Beard est enterré au cimetière de Hampstead (en).

## Source de la traduction
- (en) Cet article est partiellement ou en totalité issu de l’article de Wikipédia en anglais intitulé « Richard Beard (photographer) » (voir la liste des auteurs).